# Älvsereds socken
Älvsereds socken i Västergötland ingick i Kinds härad, ingår sedan 1971 i Falkenbergs kommun i Hallands län och motsvarar från 2016 Älvsereds distrikt.
Socknens areal är 52,24 kvadratkilometer varav 47,29 land. År 2000 fanns här 635 invånare.  Tätorten Älvsered med sockenkyrkan Älvsereds kyrka ligger i socknen.

## Administrativ historik
Socknen har medeltida ursprung. 
Vid kommunreformen 1862 övergick socknens ansvar för de kyrkliga frågorna till Älvsereds församling och för de borgerliga frågorna bildades Älvsereds landskommun. Landskommunen uppgick 1952 i Högvads landskommun som upplöstes 1971 då denna del uppgick i Falkenbergs kommun och området överfördes till Hallands län.
1 januari 2016 inrättades distriktet Älvsered, med samma omfattning som församlingen hade 1999/2000.  Socknen har tillhört län, fögderier, tingslag och domsagor enligt vad som beskrivs i artikeln Kinds härad.

## Geografi
Älvsereds socken ligger nordost om Falkenberg kring Högvadsån. Socknen har odlingsbygd i ådalen och är i övrigt en kuperad sjörik skogsbygd. De största insjöarna är Högsjön som delas med Älekulla socken i Marks kommun, Storasjön som delas med Mårdaklevs socken i Svenljunga kommun samt Skärsjön.

## Fornlämningar
Från järnåldern finns gravar, en stensättning och fyra domarringar.

## Namnet
Namnet skrevs 1417 Eleffzredh och kommer från den tidigare kyrkbyn. Namnet innehåller mansnamnet Elef och ryd, 'röjning'.

## Befolkningsutveckling
Befolkningen ökade från 355 1810 till 616 1880 varefter den minskade tillfälligt till 567 1890. Därpå ökade folkmängden till 832 invånare 1960 varpå den åter minskade till 695 1990.
| Befolkningsutvecklingen i Älvsereds socken 1810–1990                                                    | Befolkningsutvecklingen i Älvsereds socken 1810–1990 | Befolkningsutvecklingen i Älvsereds socken 1810–1990 | Befolkningsutvecklingen i Älvsereds socken 1810–1990 | Befolkningsutvecklingen i Älvsereds socken 1810–1990 |
| --- | ---------------------------------------------------- | ---------------------------------------------------- | ---------------------------------------------------- | ---------------------------------------------------- |
| |                                                      |                                                      |                                                      |                                                      |
| År |                                                      |                                                      | Folkmängd                                            |                                                      |
| 1810 | 1810                                                 |                                                      | 355                                                  |                                                      |
| 1820 | 1820                                                 |                                                      | 357                                                  |                                                      |
| 1830 | 1830                                                 |                                                      | 422                                                  |                                                      |
| 1840 | 1840                                                 |                                                      | 456                                                  |                                                      |
| 1850 | 1850                                                 |                                                      | 469                                                  |                                                      |
| 1860 | 1860                                                 |                                                      | 538                                                  |                                                      |
| 1870 | 1870                                                 |                                                      | 584                                                  |                                                      |
| 1880 | 1880                                                 |                                                      | 616                                                  |                                                      |
| 1890 | 1890                                                 |                                                      | 567                                                  |                                                      |
| 1900 | 1900                                                 |                                                      | 582                                                  |                                                      |
| 1910 | 1910                                                 |                                                      | 708                                                  |                                                      |
| 1920 | 1920                                                 |                                                      | 781                                                  |                                                      |
| 1930 | 1930                                                 |                                                      | 790                                                  |                                                      |
| 1940 | 1940                                                 |                                                      | 779                                                  |                                                      |
| 1950 | 1950                                                 |                                                      | 831                                                  |                                                      |
| 1960 | 1960                                                 |                                                      | 832                                                  |                                                      |
| 1970 | 1970                                                 |                                                      | 752                                                  |                                                      |
| 1980 | 1980                                                 |                                                      | 705                                                  |                                                      |
| 1990 | 1990                                                 |                                                      | 695                                                  |                                                      |
| Anm: Källor: Umeå universitet - Tabellverket 1749-1859, Demografiska databasen, CEDAR, Umeå universitet |                                                      |                                                      |                                                      |                                                      |